# Michałów (województwo opolskie)

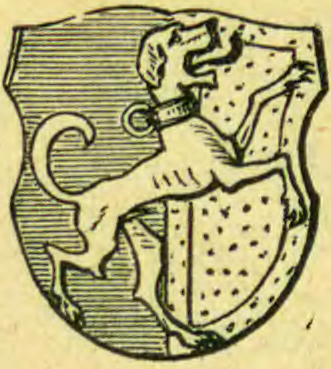
Dawny herb Michałowa

Michałów (niem. Michelau) – wieś (dawniej miasto) w Polsce położona w województwie opolskim, w powiecie brzeskim, w gminie Olszanka.
Michałów uzyskał lokację miejską w 1615 roku, zdegradowany w 1742 roku. W latach 1975–1998 miejscowość administracyjnie należała do ówczesnego województwa opolskiego.
W roku 1933 wieś liczyła 843, w roku 1939 było 778 mieszkańców. Obecnie wieś zamieszkana jest w większości przez Polaków, potomków dawnych repatriantów z Kresów Wschodnich. 

## Zabytki
Do wojewódzkiego rejestru zabytków wpisane są:
- kościół ewangelicki pw. św. Michała, obecnie rzym.-kat. pom. pw. św. Józefa, z XIV w., l. 1826-1827
- kaplica pałacowa, obecnie kościół par. pw. św. Jadwigi, z l. 1715, 1820, 1910
- skrzydło pałacu, obecnie plebania, z l. 1615-1618
- dom nr 40, z XIX w.

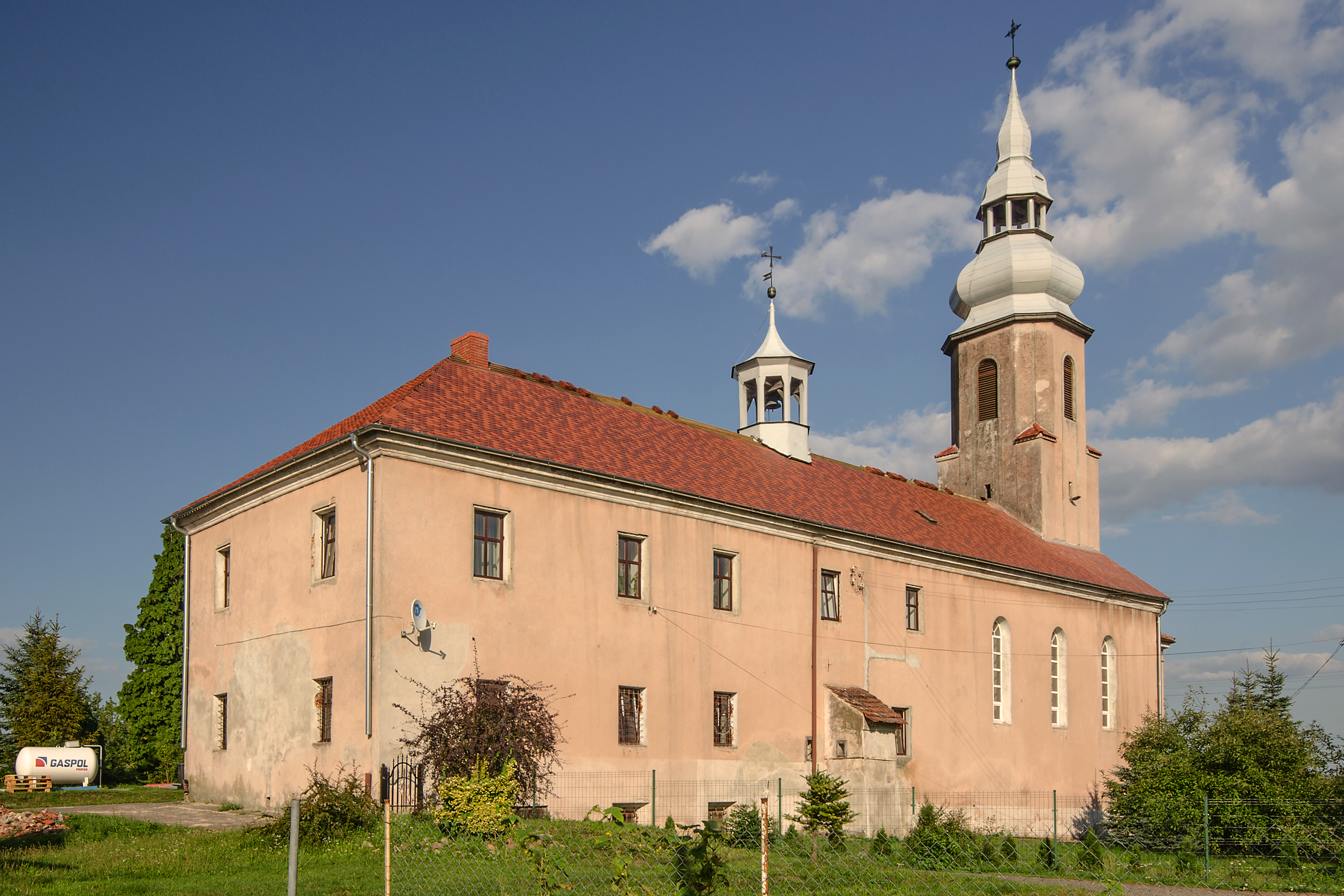
Kościół św. Jadwigi
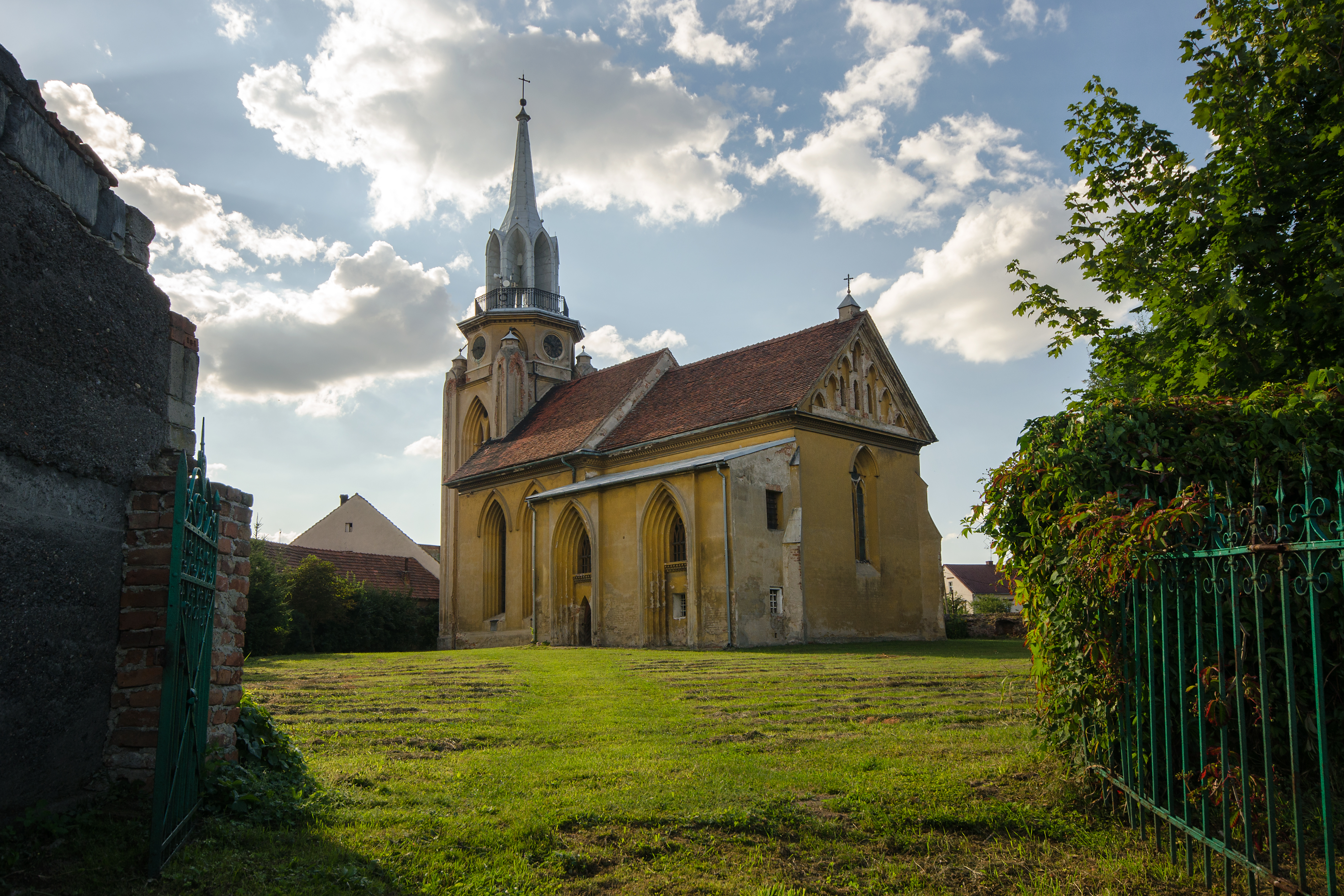
Kościół św. Michała

## Szlaki turystyczne
- Brzeg - Krzyżowice - Gierszowice - Olszanka - Pogorzela - Jasiona - Michałów - Lipowa - Przylesie Dolne - Grodków